# Месуд I
Рукнеддин Месуд I (араб. ركن الدين مسعود‎, тур. Ebü’l-Feth es-Sultânü’l-Muazzam İzzüddünyâ ve’d-dîn Mes‘ûd b. Kılıcarslan es-Selcûkī; Rukn al-Dīn Mas'ūd; ср.-греч. Μασούτ) — султан Рума с 1116 по 1155 год, один из сыновей султана Кылыч-Арслана I.
После смерти Кылыч-Арслана к власти пришёл его старший сын Мелик-шах, который заключил Месуда в тюрьму. Во время переговоров Мелик-шаха с византийским императором Алексеем Комнином Месуд был освобождён и пришёл к власти, а Мелик-шах по возвращении был схвачен, ослеплён и удушен. Во время своего 39-летнего правления Месуд сдерживал византийцев и расширял свои территории за счёт соседей-мусульман. В первые годы правления Месуд захватил Мелитену и Анкару, управлявшиеся другими его братьями. После смерти в 1142 году Мухаммеда Данышмендида Месуд начал захватывать земли Данышмендидов. Почти всё правление Месуда прошло в войнах. 26 октября 1147 года во время Второго крестового похода Месуд победил у Дорилея армию немецких крестоносцев Конрада III, а 7 января 1148 года у горы Кадм — армию французских крестоносцев Людовика VII. В дальнейшем Месуд воевал с крестоносцами за земли княжества Антиохийского и графства Эдессы и с правителями Киликийской Армении.
К моменту смерти Месуда в 1155 году государство Сельджуков Рума стало доминирующей державой в Центральной и Восточной Анатолии. До Месуда жители Запада называли Анатолию «Рум» (земля римлян), и лишь во время его правления стали называть Малую Азию «Турчией» (Турция).

### Сирийские
По словам автора исследования о Месуде, турецкого медиевиста Мухаррема Кешика, одним из наиболее важных источников по истории анатолийских турок, дошедших до наших дней, является «Хронография» Михаила Сирийца (1126—1200), в которой рассказываются события до 1195 года. Михаил Сириец использовал сирийские и арабские источники, не дошедшие до нашего времени. В этой работе содержится наиболее полная информация о биографии и правлении Месуда. Помимо труда Михаила Сирийца, автор исследования о Месуде М. Кешик чаще всего ссылается на «Хронологию» Бар-Эбрея, в которой описаны события до 1285 года. «Анонимная сирийская хроника» написана анонимным священником в 1240-х годах. Она предоставляет небольшое количество, но оригинальных сведений о периоде правления крестоносцев в Эдессе (1098—1144).

### Армянские
Для описания событий правления Месуда используются армянские источники. Матфей Эдесский, современник Месуда, в «Хронографии» описал события до 1136 года. «Хронография» является важным источником; по мнению М. Кешика, она написана беспристрастно, и значительная часть сведений отсутствует в других работах. Она больше других армянских источников даёт сведений о завоевании Ближнего Востока сельджуками и их борьбе с крестоносцами. «Хронография» была продолжена священником Григором (возможно, учеником Матфея Эдесского), который довёл описание событий до 1162 года. Его «продолжение хронографии» — один из важнейших источников о правлении Месуда и один из немногих наиболее исчерпывающих источников, который используется чаще всего после «Хронографии» Михаила Сирийца и «Истории» Бар-Эбрея. «Продолжение хронографии» используется для описания отношений сельджуков с Византией, Данышмендидами, крестоносцами и армянами. «Всеобщая История» Вардана Аревелци описывает завоевание Анатолии сельджуками, их войну против византийцев и крестоносцев, но содержит мало сведений об эпохе Месуда. Смбат Спарапет (ум. 1275) в своей «Летописи» описал события с 951 по 1274 год. И если до 1152 года автор даёт краткий пересказ Матфея Эдесского, то с 1152 по 1274 год — оригинальное сочинение Смбата. В его работе содержатся важные сведения об армянах Киликии, сельджуках, мамлюках и Караманидах.

### Византийские
События жизни и правления Месуда были связаны с византийскими интересами и потому освещены в византийских источниках. Анна Комнина (ум. 1153?), дочь императора Алексея Комнина и жена Никифора Вриенния, написала «Алексиаду», рассказав о деятельности отца. Этот труд имеет неоспоримое значение для изучения истории Турции. В «Алексиаде» подробно описан важный период биографии Месуда — борьба с братом Мелик-шахом. «История» Иоанна Киннама (1143—1185) содержит описание походов Иоанна против сельджуков, детали борьбы между Мануилом и Месудом и событий Второго крестового похода. Очень подробно Киннам описывает осаду Мануилом Коньи. Недостатками Киннама являются излишне подробное описание действий Мануила и игнорирование его ошибок. «История» Никиты Хониата (ум. 1213) является одним из самых важных источников об отношениях Месуда и императора Иоанна. Никита Хониат и Иоанн Киннам иногда противоречат, но в целом дополняют друг друга.

### Арабские и персидские
Арабские и персидские источники не предоставляют достаточный объём сведений о жизни Месуда. М. Кешик использовал их лишь для верификации информации из других источников. Небольшое количество оригинальных сведений дают лишь некоторые из мусульманских источников. К ним относится труд современника Месуда, жителя Дамаска Ибн аль-Каланиси (1070—1160). Ещё одним современником султана был Ибн аль-Азрак (1117—1181), живший в Анатолии. Однако он акцентировался на истории Артукидов, и сведения о Месуде в его работе очень сжатые. Ограниченную информацию можно почерпнуть в труде Ибн аль-Асира (ум. 1233) «История атабеков сирийских», но его «Полный свод всеобщей истории» обходит стороной события в Анатолии. Аль-Бундари (1190—1245), сокративший труд аль-Исфахани (1125—1201), упоминает Месуда только в одном предложении. Некоторые факты, полезные для освещения деятельности Месуда в связи с крестоносцами и византийцами, указаны младшим современником Месуда, историком из Алеппо Ибн аль-Адимом (ум. 1262). Труд Ибн Шаддада (ум. 1285) упоминает детали, полезные при описании борьбы Месуда с армянами и крестоносцами. «Анонимный Зангиме» описывает события от возникновения сельджуков до 1363 года и является важным источником по истории сельджуков Анатолии. В нём приводятся оригинальные сведения о восшествии Месуда на престол, его борьбе с Арабом, осаде Коньи Мануилом Комнином, борьбе Месуда с армянами и крестоносцами. Современник Месуда из Алеппо аль-Азими (ум. после 1161) упоминает события жизни Месуда в одном предложении с хронологическими ошибками. Ещё один современник Месуда Ибн Хамдун (1101—1167) не интересовался анатолийскими событиями и информацию о Месуде даёт в нескольких фразах. Сведения Сибта ибн аль-Джаузи (ум. 1257) не оригинальны и дублированы в трудах Ибн аль-Каланиси, Ибн аль-Азрака, Ибн аль-Асира и Имадеддина аль-Исфахани. Труд Абу Шамы аль-Макдиси (1203—1268) дополняет информацию о крестоносцах. Труд Абу-ль-Фиды — краткое изложение всеобщей истории Ибн аль-Асира. Ан-Нувайри (ум. 1332) сведений о Месуде почти не даёт. У Аксарайи (ум. 1332/33) не так много сведений о султане, но, по сравнению с основными источниками, он приводит отличающиеся от них данные о начале деятельности Месуда. Писавшие в XIV веке Кади Ахмед Нигдели и аз-Захаби (1274—1348) указывают лишь неоригинальную информацию, заимствованную в более ранних источниках. «Избранная история» Хамдаллаха Казвини (1281/82—1350) повторяла сведения более ранних источников, некоторые полезные детали позаимствованы из его поэмы «Зафернаме» . «Сборник народов» написан Мюнеджим-баши (ум. 1702), жившим намного позже описываемых событий. Однако автор использовал множество источников, не сохранившихся до наших дней. В этом труде упоминается имя дочери Месуда.

### Латинские источники
По мнению М. Кешика, наиболее важным источником о Втором крестовом походе из написанных современниками сочинений является хроника Одона Дейльского который был капелланом в армии Людовика VII. Одон подробно описал путешествие армии французских крестоносцев в Антиохию через Малую Азию и сражения с сельджуками. Для некоторых событий, связанных с битвами с сельджуками, его хроника — единственный имеющийся источник. Однако она не беспристрастна. В труде Гийома Тирского (1130—1185) «История деяний в заморских землях» содержатся сведения об отношениях сельджуков с византийцами и крестоносцами.

## Биография

### Ранние годы
Месуд был одним из сыновей султана Рума Кылыч-Арслана I. Имя Месуда появляется впервые в источниках с связи с кампанией Кылыч-Арслана в Мосуле. В 1107 году Кылыч-Арслан отправился в поход против Джавали (Чавли), которого сельджукидский султан Ирака Мухаммед Тапар назначил атабеком Мосула и аль-Джазиры вместо эмира Джекермыша. Кылыч-Арслан I вошёл в Мосул 22 марта 1107 года по приглашению жителей, не желавших принимать Джавали своим правителем из-за слухов о его жестокости. Известно, что султана сопровождали в походе жена Айше-хатун, их сын Тогрул-Арслан, сын султана Мелик-шах и, возможно, Месуд. Источники дают противоречащую информацию о месте пребывания Месуда во время этой кампании. Сибт ибн аль-Джаузи писал, что Месуд был с отцом в Мосуле. Однако многие источники утверждали, что Месуд остался в Конье. Согласно Аксарайи, Нигдели Кади Ахмеду (ум. до 1333) и «Анонимному Зангиме», Кылыч-Арслан сам объявил его наследником до похода и оставил ему Конью. Хамдаллах Казвини утверждал, что Кылыч-Арслан оставил Анатолию Месуду.
Согласно Сибт ибн аль-Джаузи, в Мосуле султан назначил своим заместителем Месуда, а одного из своих командиров, эмира Бозмуша, атабеком, но Ибн аль-Асир то же писал про Мелик-шаха. Ибн аль-Каланиси, аль-Азими и Ибн аль-Азрак упомянули об этой истории, но не назвали ни имени сына, назначенного наследником, ни имени атабека. Сибт ибн аль-Джаузи ссылался на Ибн аль-Азрака, цитируя его и сообщая о том, что Месуд был в Мосуле с отцом: «Вот как излагает эти факты автор „Истории Мяйафарикина“: „Джавали, войдя в Мосул, нашёл там сына Кылыч-Арслана, молодого Месуда, которого отправил к султану. После довольно длительного плена пленнику удалось бежать“». Турецкий историк М. Кешик не нашёл в тексте Ибн аль-Азрака упомянутого отрывка и заключил, что имя Месуда не упоминается ни в одном источнике в связи с Мосулом. Он утверждал, что в Мосуле был не Месуд, а Мелик-шах (Меликшах).
Перед походом в Джазиру Кылыч-Арслан мог оставить Месуда в Конье своим заместителем, назначив ему помощником опытного полководца. Им мог быть указанный Ибн аль-Каланиси двоюродный брат — «сын дяди» (тур. amcazâde), который впоследствии был убит Мелик-шахом, — или упомянутый Анной Комниной «Асан Катух». По словам М. Кешика, однозначно это определить невозможно из-за недостатка информации. «Сыном дяди» мог быть дядя Меликшаха, а «Асан Катухом» мог быть брат Кылыч-Арслана, Кулан Арслан.
13 июля 1107 года Кылыч-Арслан проиграл в битве у реки Хабур и утонул вместе с лошадью, пытаясь перебраться через реку. К моменту гибели Кылыч-Арслана старшему из сыновей султана Мелик-шаху было 11 лет. Он попал в плен к сельджукскому султану Мухаммеду Тапару. Согласно Сибт ибн аль-Джаузи, в битве с Джавали вместе с отцом был Месуд. Якобы он был взят в плен на поле боя и отправлен к Мухаммеду Тапару. М. Кешик предположил, что информация Сибт ибн аль-Джаузи может быть верной, и Месуд и Араб могли быть при отце во время битвы. В таком случае они могли избежать плена, скрывшись с поля битвы после поражения Кылыч-Арслана. Вероятно, захватив Мосул и одного из сыновей Кылыч-Арслана, Джавали мог позволить другим сыновьям султана вернуться в Анатолию, чтобы заставить сбежавших братьев сражаться друг с другом за трон, а Мелик-шаха использовать для их сдерживания.
Ливанский историк М. С. Такуш утверждал со ссылкой на Михаила Сирийца, что после смерти отца Месуд жил у Данышмендидов, а Араб в Конье. Т. Райс так же полагала, что Месуд жил у Данышмендидов, но, по её мнению, Араб был не в Анатолии, а в плену у Мухаммеда Тапара.

### Борьба с братьями

#### Меликшах
Воспользовавшись возникшим в Центральной Анатолии хаосом и отсутствием у сельджуков правителя, византийский император Алексей Комнин нарушил мир. Мухаммед Тапар понял серьёзность ситуации и отправил в Анатолию Мелик-шаха. Прибыв в Конью, Мелик-шах казнил своего кузена, захватившего власть в его отсутствие. Кроме того, он посадил Месуда и ещё одного своего брата, Араба, в тюрьму. После этого Мелик-шах начал войну против Алексея Комнина. В 1116 году он встретился с императором в лагере близ Афьонкарахисара на переговорах, по итогам которых он подписал мирный договор с Алексеем и получил от императора большую сумму денег.
Во время переговоров с Мелик-шахом императору стало известно, что против того поднят мятеж. По словам Михаила Сирийца, военачальник Мелик-шаха освободил Месуда из тюрьмы и отвёз к Данышмендиду Мелику Гази. Там они провозгласили Месуда султаном. Алексей посоветовал Мелик-шаху остаться в лагере или воспользоваться византийской охраной, но тот отказался. Анна Комнина прокомментировала это следующими словами: «Таков уж надменный нрав варваров, считающих себя чуть ли не выше облаков». Мелик-шах посылал разведывательные отряды проверить, нет ли разбойников. Однако посланные встретили по пути Месуда и перешли на его сторону. Вернувшись к султану, они сообщили, что дорога безопасна. В результате Мелик-шах столкнулся с солдатами Месуда. Когда он пытался бежать, эмир по имени Пухей посоветовал ему укрыться в Тирагионе около Акшехира. Месуд вскоре осадил город, и Пухей уговорил жителей сдаться Месуду и выдать Мелик-шаха. Месуд велел выколоть своему брату глаза, а затем заточил его в тюрьме Коньи (1116). Анна Комнина утверждала, что Мелик-шах был ослеплён не полностью. Его отвезли в Конью, где он проговорился кормилице, что может видеть. Узнав об этом, Месуд велел удавить брата тетивой лука (1117).

#### Тогрул-Арслан
Младший сын Кылыч-Арслана, Тогрул-Арслан, был в 1107 году после смерти отца возведён своей матерью на престол в Мелитене, который удерживал с помощью Артукида Балака. Мелитена, находившаяся в стратегически важном месте, интересовала всех правителей региона, поскольку находилась на одной из двух дорог из Анатолии в Иран, и владевший ею мог контролировать Верхнюю Месопотамию.
Город долгое время оспаривали Гюмюштекин Гази и Кылыч-Арслан. Султан осаждал Мелитену, которой управлял армянский правитель Гавриил, когда начался первый крестовый поход. Узнав о прибытии в Малую Азию крестоносцев, Кылыч-Арслан снял осаду с Мелитены. Заключив временный союз, Гюмюштекин Гази и Кылыч-Арслан вместе сражались с армиями крестоносцев, прибывших в 1101 году. Однако затем, 18 сентября 1102 года, Гюмюштекин Гази захватил Мелитену. Поэтому султан двинулся на Гюмюштекина Гази и разбил его под Марашем. В 1104 году Гюмюштекин умер в Сивасе, и княжество Данышмендидов вошло в период борьбы сыновей Гази за трон. Воспользовавшись этим, 2 сентября 1105 или 1106 года Кылыч-Арслан захватил Мелитену у Данышмендидов. Сын Гюмюштекина эмир Мелик Гази стал правителем княжества после смерти всех братьев. Хотя Мелик Гази первоначально признал сельджуков Рума сюзеренами, он воспользовался вакуумом власти в Анатолии после смерти Кылыч-Арслана I и поддержал Месуда с целью вернуть господство Данышмендидов в регионе. После расправы над Мелик-шахом Месуд получил власть султана. Он женился на дочери Мелика Гази . Месуд был предан тестю до его смерти.
Пока был жив Балак, Месуд и эмир Гази не предпринимали никаких действий в отношении Мелитены. Когда же Балак умер 6 мая 1124 года при осаде Манбиджа, контролируемые им территории были разделены. Тогрул-Арслан считал, что имеет право на его наследство, поскольку был приёмным сыном Балака, других сыновей у того не было. Он занял Масару (Миншар) и Гергер. Это вызвало недовольство Сулеймана Артукида (двоюродного брата Балака и сына Иль-Гази), получившего Харпут. Воспользовавшись продолжающейся борьбой между Тогрул-Арсланом и Сулейманом, Мелик Гази при поддержке Месуда напал на Мелитену с большой армией в пятницу 13 июня 1124 года. После шести месяцев осады 10 декабря 1124 года Тогрул-Арслан и его мать сдались. Они передали город Данышмендиду и отступили в замок Миншар.

#### Араб
Араб, другой брат Месуда, был правителем Анкары и Кастамону. Он был зол на Месуда за то, что Мелитена, принадлежавшая ранее сельджукам, попала в руки Данышмендида. Араб счёл это предательством по отношению к отцу, который захватил Мелитену после больших трудов. Поэтому он выступил против Месуда с армией, которую Михаил Сириец оценил в 30 000 человек. В первой битве Араб победил. Место и время этого события неизвестны из-за недостаточности сведений в источниках. Месуд отправился в Константинополь к византийскому императору Иоанну II Комнину, рассчитывая на его помощь. Император хорошо принял султана и дал ему золото и войско. Получив помощь, Месуд отправился к своему тестю, эмиру Мелику Гази. В 1126 году они объединили свои силы и двинулись на Араба. На этот раз проиграл Араб. Он бежал к армянскому правителю Киликии Торосу. Араб вернулся в Анатолию из Киликии с войском, полученным от Тороса. После нескольких битв Араб проиграл. Теперь уже он был вынужден укрыться в Византии у императора Иоанна. Это было в 1127 году. После этой даты Михаил Сириец более не упоминает его.
Согласно «Анонимному Зангиме», Араб трижды воевал против своего брата Месуда. В конце концов между ними было заключено соглашение, и Месуд передал Арабу несколько замков. Через некоторое время братья поссорились, Араб попросил помощи у византийского императора, но не успел ею воспользоваться, поскольку умер в Византии в 1128 или 1129 году.

### Отношения с Данышмендидами Гази и Мухаммедом
После смерти Кылыч-Арслана Мелик Гази стал самым могущественным правителем Анатолии. В 1129 году византийский наместник Касианус явился к Мелику Гази и передал ему Анкару, Чанкыры, Кастамону и побережье Чёрного моря. Желая вернуть эти территории, император Иоанн Комнин вторгся в район Кастамону. Однако как только он отправился в Анатолию, его брат Исаак вернулся в Константинополь и попытался захватить трон. Потерпев неудачу, он укрылся у Месуда, а затем у Мелика Гази, который переправил Исаака в Трапезунд к Константину Гавру. В 1131 году в результате похода Мелика Гази в Киликию правитель Киликийской Армении Левон I согласился платить ему ежегодную дань. После этого Мелик Гази вернулся в Мелитену, куда к нему прибыли Месуд из Коньи и Исаак из Трапезунда. Исаак из Мелитены отправился к Левону, женился на его дочери и заключил с ним союз. Однако через некоторое время Исаак поссорился с тестем и бежал к Месуду
Перезимовав в Мелитене, Мелик Гази и, возможно, Месуд захватили Кастамону в 1132 году (1131). Вероятно, Месуд был в это время с ним. Гази и Месуд осадили на черноморском побережье замок крестоносцев Зинин, но крестоносцы откупились суммой в 4000 динаров. В 1132 году император Иоанн Комнин вернул Кастамону. В 1133 году Мелик Гази осадил Кастамону, и люди открыли перед ним ворота города. В следующем, 1134 году Мелик Гази умер. В конце жизни ему принадлежали земли от Евфрата до Сангариуса. Как благодарность за помощь он получил от Месуда Мелитену, Кайсери, Чанкиры, Анкару и Кастамону. Месуду же остались Конья, Нигде, Афьонкарахисар и Аксарай.
У Мелика Гази было четыре сына: Мухаммед, Ягибасан, Яган и Айнуддевле. Наследовал отцу Мухаммед, хотя Айнуддевле и Яган были с этим не согласны. В 1135 году Мухаммед убил Ягана, но Айнуддевле сбежал в Мелитену. У Месуда с Мухаммедом был конфликт из-за наследства Гази. Иоанн Комнин воспользовался ослаблением Данышмендидов и конфликтом Месуда с Мухаммедом и заключил с Месудом союз против Мухаммеда. Месуд прислал императору военный отряд, и Иоанн осадил Чанкыры. Чтобы разделить своих врагов, Мухаммед пошёл на уступки Месуду, написал ему письмо и заключил с ним союз. Войско Месуда ушло от Чанкыры, император был вынужден снять осаду. Весной Иоанну удалось занять Кастамону и Чанкыры, но лишь на краткое время.

### Борьба с Византией

#### Иоанн Комнин
В 1137 году Иоанн отправился в поход в Киликию и Сирию. На пути его армия разорила земли, принадлежавшие Месуду. Весной он захватил у правителя Киликийской Армении Левона Тарс, Адану, Мопсуестию и Аназарб. 20 августа Иоанн прибыл к Антиохии, которую взял после непродолжительной осады. После этого император снова вернулся в долину Чукурова, где захватил Левона и его сыновей и отправил их в Константинополь. В начале 1138 года после недельной осады император взял Бизу в районе Алеппо. Атабек Алеппо Имадеддин Занги находился в это время в Химсе. Он послал своего командира Савара на помощь Алеппо с отрядом в 5000 человек. Иоанн не сумел захватить Алеппо, но захватил близлежащие крепости Асариб и Кафартаб. Шейзар Иоанну не удалось захватить, и он вернулся в Антиохию. По словам Михаила Сирийца, в это время Месуд захватил Адану, увёл жителей города с епископами в Мелитену, где продал часть пленников. После Аданы Месуд напал на Кесун и Мараш и разграбил их окрестности. Когда Иоанн вернулся в Киликию, он послал часть своего войска против Месуда. Однако Месуд ушёл из региона до возвращения императора. Согласно Михаилу Сирийцу, в 1138 году император заключил договор с Месудом и вернулся в Константинополь. Никита Хониат не писал о договоре и писал: «Сельджуки были разбиты, многие взяты в плен, у них отняли всякого рода вьючных животных и верховых лошадей». Иоанн Киннам тоже не упоминал о мирном соглашении. Завоёванные императором земли были в скором времени отвоёваны мусульманами.
В конце весны 1139 года император с армией выступил из Улубата против Данышмендидов. Последствия суровой зимы поставили императора и его армию в затруднительное положение. У них кончились припасы, и часть коней погибла. Отряды Месуда тайно следовали за ними. Увидев бедственное положение византийцев, сельджуки напали на византийцев и ограбили их. Никита Хониат писал: «Турки, полагаясь на быстроту своих лошадей, внезапно обрушились на византийцев, как плотное облако, и исчезли, как ветер, прежде чем они успели пустить в ход свои копья». Император был вынужден прибегнуть к уловке, в последовавшем бою пешие воины подняли боевые вымпелы позади кавалерии, чтобы обмануть противника относительно численности своей армии. Сельджуки отступили, а император подошёл к старейшей столице Данышмендидов, Никсару, и осадил его. Источники не указывают точной даты начала осады Никсара. С. Рансимен, исходя из того, что стычки между византийцами и сельджуками происходили зимой 1139 года, а император вернулся в Константинополь в начале 1141 года, сделал вывод, что осада Никсара началась в первых месяцах 1140 года. Михаил Сириец писал, что «две армии стояли станом друг против друга шесть месяцев». Во время этой осады племянник императора Иоанн поссорился с ним. Император приказал племяннику отдать коня итальянскому рыцарю, Иоанн в гневе оседлал другого коня и сбежал к Месуду. Он принял мусульманство, женился на дочери Месуда и поселился в Конье.
Император прекратил осаду и вернулся в Константинополь 13 января 1141 года. На обратном пути сельджуки преследовали византийскую армию. Источники не сохранили сведений о помощи Месуда Данышмендидам во время осады. Однако племянник императора укрылся у Месуда, что может свидетельствовать о поддержке Месудом Мухаммеда в это время. После неудачной осады Никсара императором Иоанном Месуд осадил Улуборлу. Весной 1142 года Иоанн Комнин опять попытался захватить Антиохию. Он скрыл свои намерения и объявил целью экспедиции обезопасить захваченные им в первом походе земли в Киликии. При этом одной из настоящих целей Иоанна были сельджуки. Однако Месуд отступил от Улуборлу до его прихода. Император дошёл до Анталии, где его старший сын, Алексей, погиб. Другие сыновья императора, Андроник и Исаак, повезли морем тело брата в Константинополь, и по пути Андроник умер. В 1142 году Месуд совершил набег на регион Анталии и захватил много добычи и пленных. Иоанн продолжил поход с младшим сыном Мануилом. Он пересёк Киликию и направился в Сирию. 25 сентября 1142 года Иоанн был у замка Баграс, откуда отправил сообщение Раймунду Антиохийскому с требованием передать ему город с внутренним замком в соответствии с договорённостью. Раймунд отказался сдать город, и армия Иоанна разграбила окрестности Антиохии. Затем Иоанн ушёл, рассчитывая вернуться следующей весной. Однако 8 апреля 1143 года он умер. Престол император завещал Мануилу.

#### Мануил Комнин
Месуд, воспользовавшись сменой власти в Константинополе, совершил набег на византийские земли. Мануил в ответ напал на сельджукские земли в районе города Мелангия. В 1145 году султан Месуд захватил византийскую крепость Пракана. После этого под угрозой оказались связи Константинополя с сирийскими территориями. Мануил был разгневан и устроил свою ставку на равнине реки Риндакос. Летом 1146 года Мануил прибыл во Фригию. Посланные им отряды разбили сельджуков и захватили много добычи. Однако на западе Центральной Анатолии войска Месуда продвинулись в долину Малого Мендереса и вернулись с большой добычей. Император выступил к Конье и отправил Месуду письмо. Согласно Иоанну Киннаму, он писал султану: «Мы хотим дать тебе знать, что наш против тебя поход возбуждён твоими поступками. Ты взял непринадлежащую тебе Прокану и, сверх того, недавно сделал набег на римскую землю. Ты не перестаёшь также беспокоить войною римского союзника Ягунпасана и других тамошних племенных правителей. Как человек умный, ты должен был помыслить, что римляне не будут смотреть на это равнодушно и что за это придётся тебе принять от Бога многоразличное наказание. Итак, либо удержись от своих несправедливостей, либо тотчас же будь готов противустать римлянам». На это Месуд ответил императору, что разобьёт лагерь в Филомелионе.
Один отряд Месуд отправил для нападения на византийскую армию в месте, называемом холмом Калограйя, близ города Афион. Этот отряд потерпел поражение. Узнав об этом, султан покинул лагерь в Филомелионе. Мануил послал султану ещё одно письмо, обвиняя в трусости и насмехаясь. Однако султан не отреагировал и разбил лагерь в месте с названием Андрахман. Император атаковал Филомелион, Мануил был ранен стрелой в пятку, но византийская армия заняла город и сожгла его. Мануил освободил византийцев, которые находились там в плену, и конфисковал товары, принадлежавшие сельджукам. Узнав, где находится лагерь Месуда, император расположился лагерем в Гаите, а на следующий день направился в сторону противника. Когда армии встретились, вспыхнул бой. Сельджуки стали отступать. Византийская армия убила многих и многих взяла в плен. После этого Мануил двинулся на Конью (1146).
Месуд подготовил Конью к обороне, но подумал, что оставаться в окружении в закрытом месте будет опасно и для города, и для армии. Поэтому он разместил часть армии на склоне холма за городом, а сам с отрядом расположился между Коньей и замком Каббала на горе. Защиту города Месуд доверил жене. Когда Мануил пришёл к Каббале, он недолго выжидал, поскольку он не знал, где султан. Поняв, что Месуд находится во главе войск справа от города, он приготовился атаковать его. Однако офицеры императора были не согласны с этим, потому что считали, что султан не будет рисковать собой и что видимые солдаты лишь авангард. Мануил увидел колебания своих людей и посмеялся над ними: «Римляне! Уловка варвара не должна превратить вашу стойкость в страх». Византийцы приободрились и отбросили теснивших их сельджуков. С наступлением темноты битва прекратилась. С рассветом следующего дня византийцы расположились перед Коньей и окружили город. Однако вскоре Мануил понял, что город неприступен. Кроме того, он получил известия о прибытии к Месуду помощи. По словам Михаила Сирийца, к Месуду пришли эмиры Хорасана, Багдада и другие. Мануил испугался, что сельджуки перекроют обратный путь его армии. Кроме того, пришли новости о новом крестовом походе. Император отказался от осады и решил уйти. При этом он приказал своим людям разграбить окрестности города. Кладбища были разорены, тела выброшены из могил. Никита Хониат утверждал, что император запретил своим воинам прикасаться к гробницам, но Иоанн Киннам сообщил, что Мануил лишь запретил трогать гробницу матери султана.
При отступлении византийской армии её преследовали сельджуки. У перевала, который, по словам Иоанна Киннама, сельджуки называли Цибрелицемани, Месуд планировал при помощи Данышмендида разбить византийскую армию. Император же спрятал в глубоких скалах по обе стороны от своего лагеря воинов. Они спрятали оружие и ждали, но сельджуков не было видно, тогда император вызвал служившего ему тюрка Пупакеса и отправил его на разведку. Пупакес вскоре вернулся и сообщил, что видел малое число «персов». Мануил с братьями и Пупакесом направились в ту сторону. Встретив небольшой отряд противника, они хотели заманить его, но вышло наоборот. Когда те, кто был с Мануилом, поняли, что они далеко отошли от лагеря во время этой погони, они сочли для него опасным сражаться с турками и решительно воспротивились этому. Когда они достигли холма, то столкнулись с отрядом противника численностью около пятисот человек. За ними шёл Месуд со всем своим войском. Император почему-то не отступил и с небольшими силами атаковал сельджуков. Может быть, он не хотел убегать после всего, что писал султану, а, возможно, он полагал, что его армия уже спешит на помощь. Или же его толкало на безрассудство желание проявить героизм. Сельджуки окружили его. Когда прибыло византийское войско, султан попытался предотвратить соединение отряда императора с теми, кто пришёл на помощь. Император поручил Пупакесу следить за обстановкой. Император подверг и себя, и свою армию большой опасности, за что его критиковали приближённые. На обратном пути войска Месуда атаковали византийское войско с двух сторон и нанесли ему большие потери. Из-за страха войска смешались и были окружены армией сельджуков. Византийская армия понесла большие потери: за это время было убито около 20 000 греков. Мануилу удалось вырваться из окружения. Затем, несмотря на желание императора атаковать, его приближённые решили разбить лагерь и отдохнуть. Император взял императорское знамя и вместе со своими сторонниками напал на сельджуков. Они отступили. Мануил преследовал их до темноты, а затем вернулся в свой лагерь. На следующий день после стычки армия двинулась в обратный путь. Император отправил Месуду послание с угрозой вернуться в следующем году. Месуд через посланников предложил заключить мир. Мануил задержал этих посланников под разными предлогами, потому что появились слухи о новой волне крестоносцев, и император хотел удостовериться в них, прежде чем принять решение о мире. В этот период было несколько стычек византийцев и сельджуков. Согласно «Анонимному Зангиме», Месуд захватил семь византийских замков и убил солдат в них. По словам Киннама, когда император достиг реки Риндакос со своей армией, прибыли послы султана Месуда и сообщили Мануилу о просьбе султана о мире. По окончании переговоров между обеими сторонами был заключён мир при условии, что сельджуки вернут замок Пракана и несколько замков, ранее взятых ими у Византии. После этого, вплоть до смерти Месуда в 1155 году, Мануил больше не предпринимал попыток походов против него.
В связи с набегами армян на земли сельджуков султан предлагал императору организовать поход против них.

### Отношения с Данышмендидами. Сыновья Мухаммеда
После смерти Мухаммеда Данышмендида в 1142 или 1143 году началась борьба между его наследниками, и земли Данышмендидов были разделены на три части: Кайсери, Сивас и Мелитена. Ягибасан получил Сивас. Месуд помог своему зятю, Зюннуну, получить Кайсери. Правителем Мелитены стал Айнуддевле. С разделением территорий Данышмендидов на три части Месуд стал самым могущественным правителем Анатолии. Айнуддевле отправился в Сивас к своему брату Ягибасану и заключил с ним союз против Месуда. Затем он захватил Эльбистан и Джейхан. Месуд победил правителя Сиваса Ягибасана, а своего маленького сына Шахин-шаха сделал правителем Анкары, Чанкиры и Кастамону.
Византийский император Иоанн умер в апреле 1143 года, и ему наследовал его сын Мануил I Комнин.
В первый раз Месуд сделал попытку вернуть Мелитену в 1143 году. Он предложил Айнуддевле сдать город взамен на большую икту, но тот отправил к Месуду на переговоры свою жену, племянницу Месуда. Она попыталась убедить дядю отговорить его. Не прислушавшись к просьбам племянницы, Месуд осадил Мелитену 17 июня, но 14 сентября 1143 года снял осаду, не добившись успеха. В 1144 году Месуд захватил принадлежавшие Айнуддевле области Джейхан и Эльбистан. Правителем Эльбистана он назначил своего сына Кылыч-Арслана. Затем Месул осадил Мелитену второй раз. Эта осада тоже продлилась три месяца. Султан снял осаду 15 августа 1144 года, поскольку ему сообщили, что византийский император Мануил Комнин с армией продвигается к землям сельджуков. Айнуддевле умер 12 июня 1152 года, ему наследовал его сын Зулкарнайн. Ягибасан посоветовал племяннику и его матери не подчиняться Месуду. Мать и сын отправили в Сивас к Ягибасану свои стада, чтобы они не погибли во время осады и не попали в его руки. Узнав об этом, Месуд решил наказать Ягибасана и выступил против него. Правитель Сиваса испугался и подчинился султану. 24 июля 1152 султан осадил Мелитену в третий раз. Его армия разоряла окрестности города. Мать Зулкарнейна, вдова Айнуддевле и племянница Месуда, пришла к султану и упала к его ногам, прося прощения. Султан ответил, что если Зулкарнайн лично придёт приветствовать его и подчинится ему, то он снимет осаду и оставит его править в городе. 15 августа 1152 года тот явился с мечом и саваном в руках и принёс клятву верности. Султан сдержав своё слово и оставил его править в Мелитене. Ягибасана он женил на своей дочери, и их отношения Аксарайи описал так: «Ягибасан и Месуд стали дружить».

### Отношения с Занги и Нуреддином
Отношения Месуда и Занги были дружественными. На востоке они действовали как союзники против крестоносцев. Был лишь один инцидент между ними, когда оба вмешались в борьбу за трон Артукидов, возникшую со смертью Рюкнуддевле Давуда, правителя Хисн-Кейфы, 23 июля 1144 года. Сыновья Давуда начали борьбу за наследство. Фахреддин Кара-Арслан был наследником, но его брат Арслан Догмуш оспорил его право и получил поддержку Имадеддина Занги. Тогда Кара-Арслан обратился за помощью к султану Месуду. Месуд дал Кара-Арслану 20 000 всадников, с которыми тот победил брата, поскольку Занги, не желавший сталкиваться с султаном Месудом, вывел свои войска с земель Артукидов. Других конфликтов между Занги и Месудом источники не зафиксировали.
В 1146 году Занги умер, его земли были разделены между его сыновьями Нуреддином Махмудом (Сирия, Алеппо) и Сейфеддином Гази (Джезире, Мосул). Крестоносцы рассчитывали на раскол между братьями, но просчитались. Кроме того, Нуреддин действовал в союзе с Месудом и Артукидами. В 1146 году Жослен II безуспешно попытался вернуть Эдессу, которая была завоёвана Занги в 1144 году.
Между Занги и Месудом было установлено родство посредством брака сына Имадеддина Занги Махмуда Нуреддина и дочери Месуда. Этот брак укрепил отношения между двумя государствами. Время заключения брака точно неизвестно. Источники дают разные сведения. Согласно Ибн аль-Асиру, во время войны между графом Эдессы Жосленом II и Нуреддином в 1149 году Жослен победил Нуреддина и отправил оружие Нуреддина Месуду со словами: «Это оружие вашего зятя …». Таким образом, Ибн аль-Асир относит брак ко времени не позднее 1149 года. Однако Бар-Эбрей писал, что султан Месуд выдал дочь замуж за Нуреддина в 1150 году, когда прибыл в Тель-Башир. С. Рансимен утверждал, что Месуд оставил Тель-Башир Нуреддину в качестве приданого своей дочери, и в 1151 году город был взят войсками обоих правителей.

### Борьба с крестоносцами

#### Битва при Дорилее

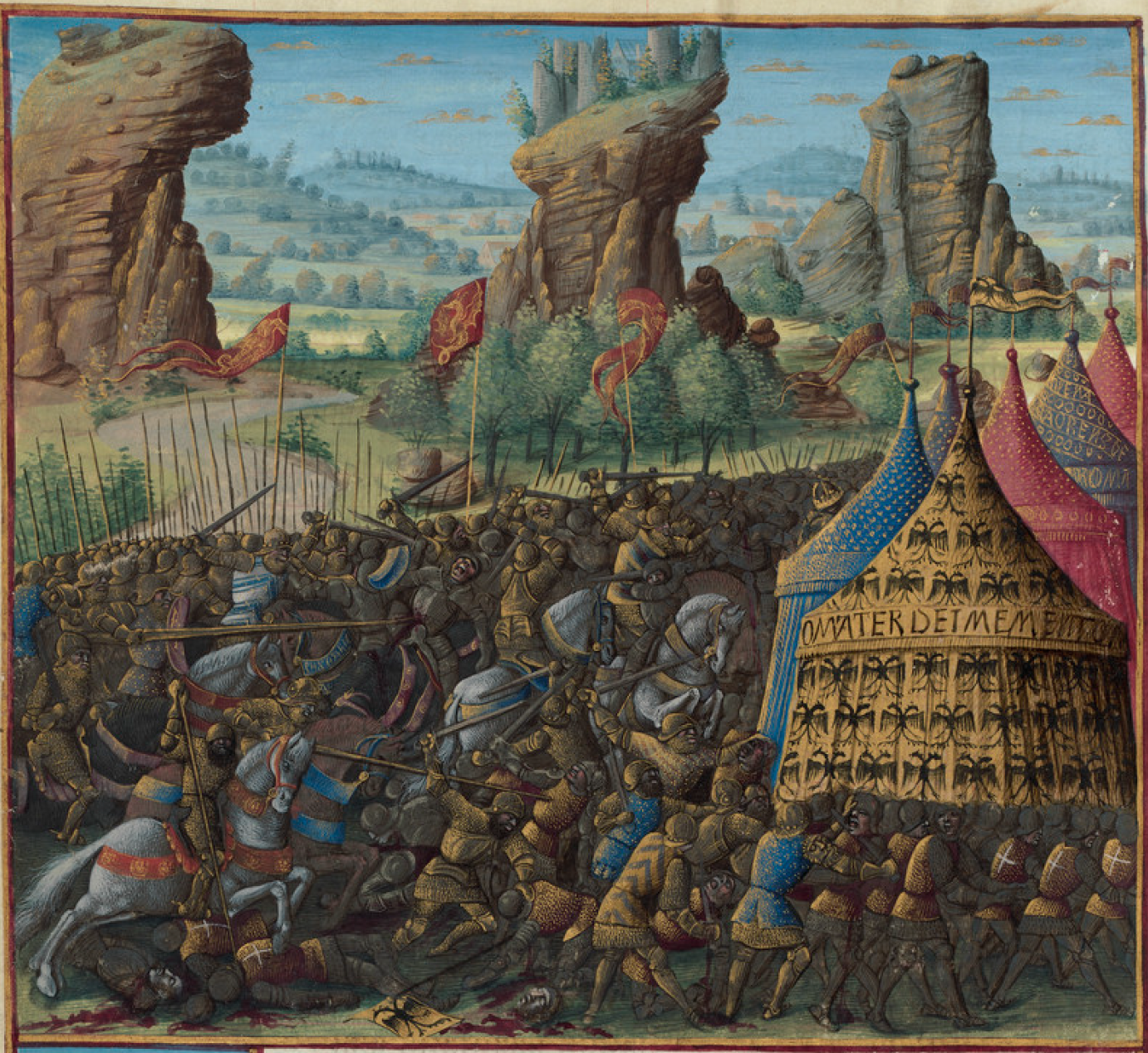
Битва Конрада с сельджуками в начале второго крестового похода. Миниатюра Жана Коломба из книги Себастьена Мамро «Походы французов в Утремер» (1474)

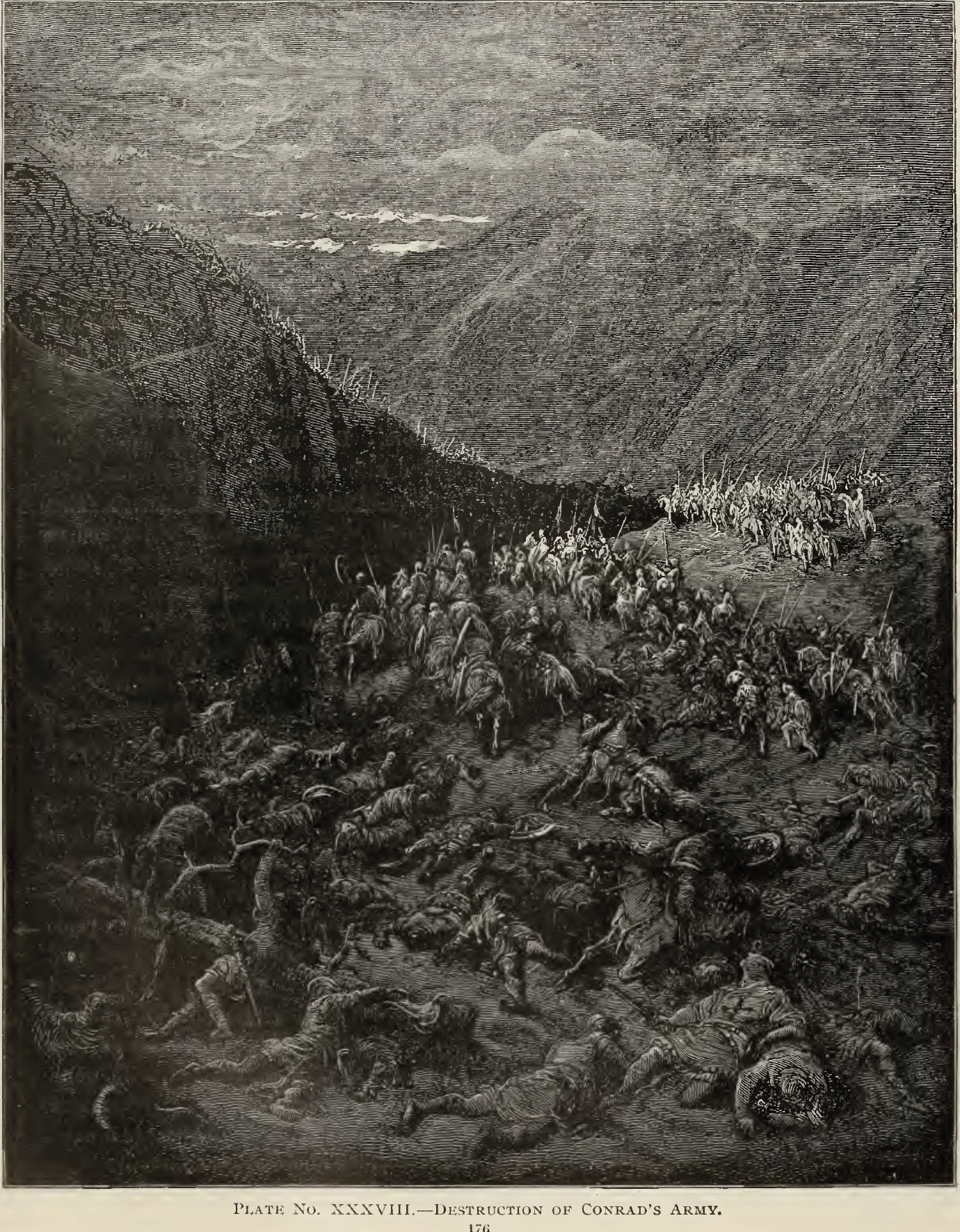
Уничтожение армии Конрада. Гюстав Доре

Захват Эдессы Имадеддином Занги в 1144 году вызвал обеспокоенность в Европе, поскольку поставил под угрозу существование других государств крестоносцев. Был организован второй крестовый поход. Немецкий король Конрад III и французский король Людовик VII прибыли в Константинополь со своими войсками. При вести о начале крестового похода император Мануил I Комнин и Месуд прекратили конфликтовать и заключили мир. Оба опасались крестоносцев. Месуд сообщил всем мусульманским правителям и на Востоке и запросил помощь. Также он укрепил свои города. Немецкая армия крестоносцев, перейдя Босфор, разбила лагерь в Кадыкёй (Халкедон). Конрад устроил ставку в Никее и не обратил внимания на предупреждение Мануила, потому что был уверен в своих силах. Конрад отправился по пути, которым шёл первый крестовый поход. Армия Конрада двинулась на восток от Никеи 15 октября; кроме Конрада, войсками руководил византийский полководец Стефанос. В первую неделю они двигались по византийским территориям, но когда они добрались до сельджукских, византийские проводники сообщили Конраду, что самый короткий путь займёт несколько дней и что необходимо запастись на это время провизией. Крестоносцы нагрузили обоз продовольствием. Однако когда через указанное время войско так и не добралось до нужного места, проводники скрылись. Не обнаружив их поутру, Конрад созвал совещание. Мнения разделились. Часть командиров считала, что лучше идти вперёд, но часть призывала повернуть назад. Наконец, было принято решение двигаться дальше. Однако у крестоносцев не было никакого плана действий; кроме того, на окрестных холмах они стали замечать сельджукских воинов.
26 октября 1147 года армия Конрада дошла до реки Сарысу (Батис) в окрестности Дорилея. Всадники спешились, а пешие готовились отдыхать. По словам Бар-Эбрея, из-за жажды в пути погибли тысячи крестоносцев и лошадей. Передовые силы сельджукской армии внезапно атаковали крестоносцев. Киннам писал, что на крестоносцев напал лишь авангард сельджуков под командованием некоего Мамплана. Гийом Тирский утверждал, что Месуд не участвовал в битве, послав эмира по имени Парамус. Однако в «Анонимной сирийской хронике» написано, что Месуд лично победил крестоносцев. Его воины дождём осыпали крестоносцев стрелами. Легковооружённые всадники Месуда на быстрых лошадях с криками атаковали крестоносцев, которые не могли понять, что происходит. Хотя они были в броне и хорошо вооружены, крестоносцы не могли оказать сопротивление, несмотря на свою многочисленность. Сельджуки стреляли, не приближаясь, и таким образом убили большое число крестоносцев. Когда они пробовали последовать за сельджуками, они быстро скрывались. Сельджуки избегали рукопашной схватки, потому что их было меньше.
Конрад потерпел тяжёлое поражение. Из 70 000 рыцарей и большого числа пеших воинов не осталось и десятой части. Многие либо погибли от голода, либо от стрел, некоторые попали в плен. Конрад потерял своего коня, подаренного ему императором, и с трудом спас свою жизнь. Он бежал в Никею с остатками армии. Добыча сельджуков была огромна. Золото, серебро, лошади и оружие были проданы на восточных рынках. Стоимость серебра в Мелитене упала до уровня стоимости свинца.
Этой победой Месуд отомстил за поражение своего отца Кылыч-Арслана у Дорилея 1 июля 1097 года.

#### Битва у горы Кадм

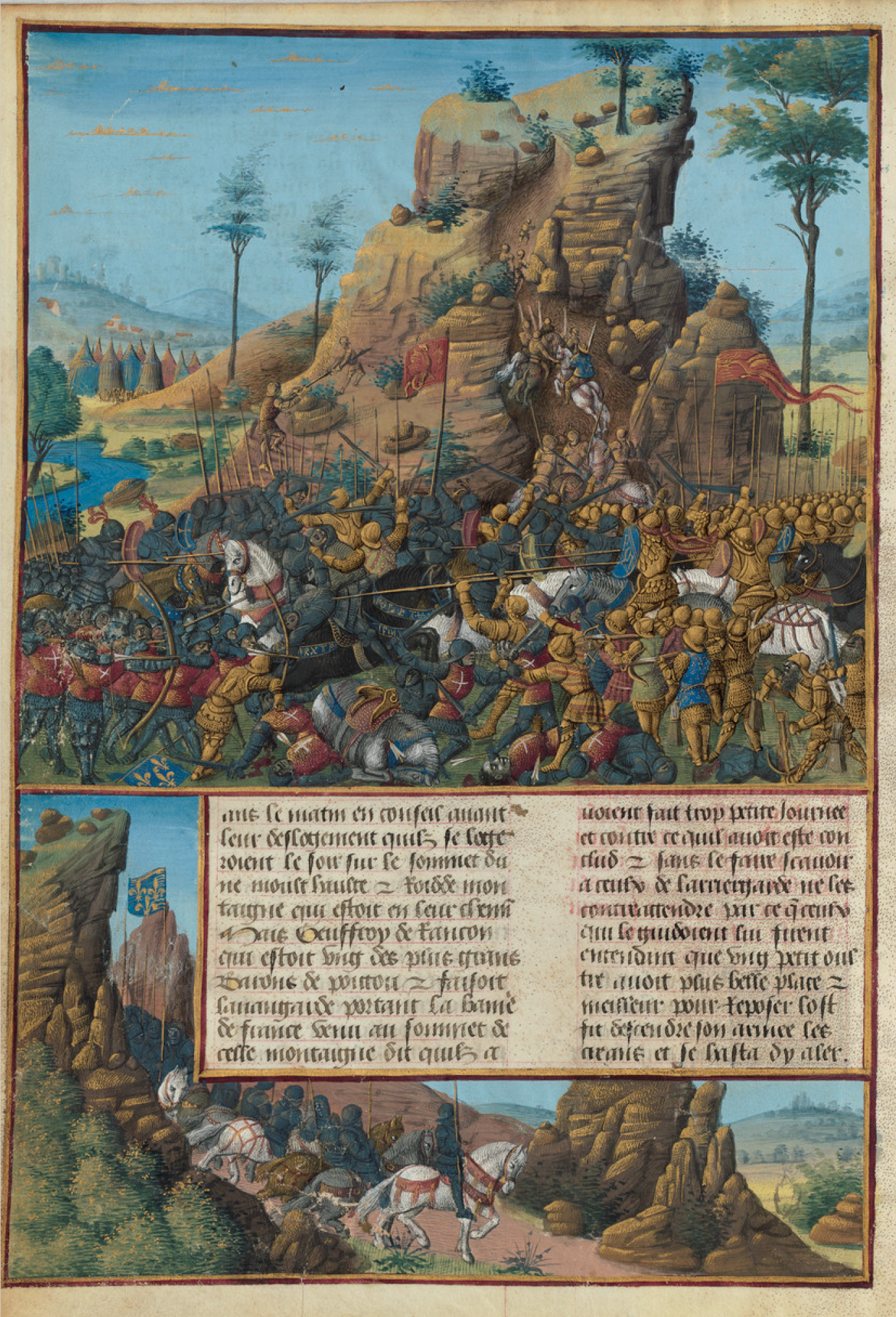
Битва Людовика с сельджуками, Миниатюра Жана Коломба из книги Себастьена Мамро «Походы французов в Утремер» (1474)

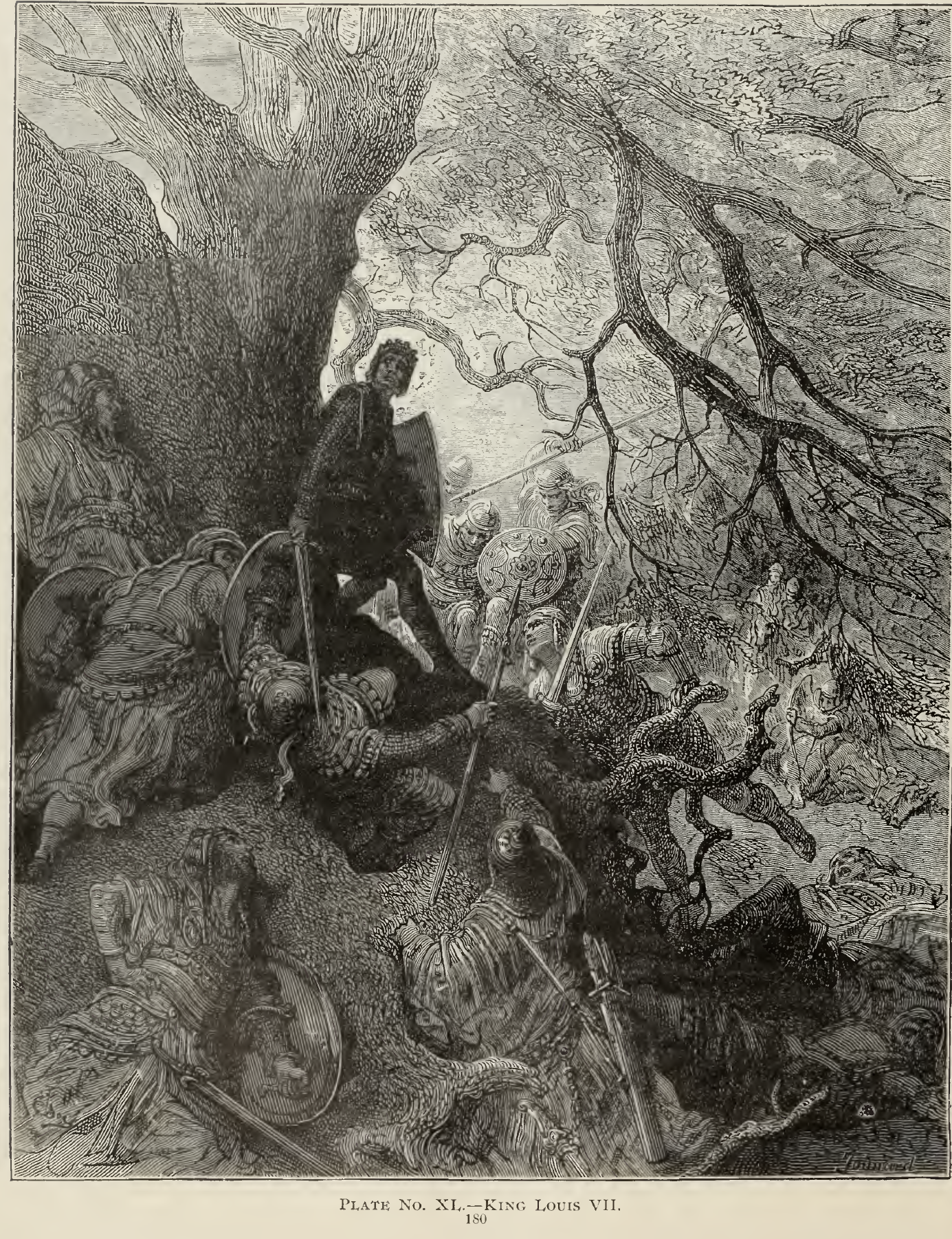
Король Людовик. Гюстав Доре

Источники приводят различные данные о численности армии Людовика: Михаил Сириец — 5000 человек; Бар-Эбрей — 50 000 всадников и бесчисленное множество пеших. Ибн аль-Каланиси называл 1 000 000, но, вероятно, в это число он включал и армию Конрада. Невозможно точно оценить размер армии Людовика, но, вероятно, она была меньше армии Конрада. Получив в Никее известие о поражении Конрада, Людовик предпочёл выбрать более безопасную дорогу. Он направился к южному побережью Анатолии более западным путём, следуя прибрежной дорогой, контролируемой Византией. Однако близ Эфеса крестоносцы подверглись нападению сельджуков. В пути французы натыкались на разлагающиеся тела немецких крестоносцев. Одон Дейльский отмечал, что французская армия пострадала из-за запаха и заразы.
У перевала Казыкбели на горе Кадм 7 января 1148 года крестоносцы попали в засаду Месуда. На горных дорогах французская армия крестоносцев столкнулась с большими трудностями. Продвигаться по дорогам на лошадях и повозках было невозможно. Они соскальзывали с тропы. Две части армии были оторваны друг от друга из-за расстояния. О происшедшем недостаточно подробностей, поскольку есть только отчёт Одона Дейльского. Согласно ему, крестоносцы не могли найти место для удобного лагеря в ущельях. Авангард и основная армия оказались на двух равнинах и потеряли друг друга. Сельджукские лазутчики следовали за армией крестоносцев. Когда армия Людовика разделилась на части при преодолении перевала, сельджуки напали. Они прятались за скалами и деревьями и осыпали христиан своими стрелами. Они захватили вершину горы, чтобы помешать авангарду прийти на помощь основной армии. В итоге у крестоносцев не было связи между частями армии. Большинство было озабочено лишь спасением своих жизней. Сельджуки продолжали атаковать до наступления темноты. Затем они удалились, захватив много добычи. Месуд разгромил французских крестоносцев, даже король едва спас жизнь. Согласно свидетельству Одона Дейльского, Людовик спасся, взобравшись на скалу. От летящих стрел его защищал нагрудник. Король потерял в этой битве всю свою свиту из сорока человек. Авангард же, расположившийся лагерем в удобном месте, не подозревал о битве, но отсутствие вестей вселяло тревогу. Когда предводители авангарда узнали о случившемся, было уже поздно. По словам Гийома Тирского, свою жизнь спасли те, кто сумел в ту ночь спрятаться в скалах, кустах или дуплах деревьев. Все выжившие из армии крестоносцев не спали до утра. Французы потерпели крупное поражение. Едва спасшийся король обвинил императора в сотрудничестве с мусульманами. Однако дело было в том, что к началу похода Месуд отодвинул границы сельджукского государства до Мендереса. Франки смогли достичь Анталии, хотя и с большими потерями. Отсюда они на кораблях отправились в Сирию.

#### Борьба с крестоносцами в Сирии
В Антиохию Людовик прибыл в марте 1148 года. Раймунд де Пуатье, принц Антиохийский, просил его помочь с нападением на атабека Алеппо, Нуреддина Махмуда, сына скончавшегося в 1146 году Имадеддина Занги. Это могло помочь вернуть Эдессу и обезопасить северные границы государств крестоносцев. Однако Людовик проигнорировал его просьбу и решил направиться к Иерусалиму. Раймунд был вынужден вступить в союз с Али ибн-Вафой, лидером ассасинов и врагом Нуреддина Махмуда. Месуд решил участвовать в разделе графства Эдесса, чтобы закрепиться в регионе. В 1148 году Месуд прибыл в Эдессу и решил захватить Мараш. Он попросил Нуреддина Махмуда напасть на Раймунда с другой стороны. 29 июня 1149 года в битве при Инабе Нуреддин победил Раймунда и Али бин Вафа, которые погибли, их армия была разбита.
Жослен II, правитель Тель-Башира, воспользовался смертью владельца Мараша Раймунда, своего зятя, для захвата города. В 1149 году Месуд вместе с Артукидами и Занги отправился в поход против Жослена и других крестоносцев в Северной Сирии. Султана сопровождал его сын Кылыч-Арслан. После короткой осады Месуд занял Мараш 11 сентября. Захватив город, султан отпустил крестоносцев и священников в Антиохию. В то же время Артукид Кара Арслан отбил у крестоносцев замок Бабула (Бабхула) и оттуда напал на Гергер, а Нуреддин сражался с крестоносцами у Антиохии.
Месуд преследовал Жослена до Тель-Башира, где осадил его. Жослен вернул захваченных им сельджукских пленников и признал господство султана, после чего Месуд снял осаду. Обосновавшись в Тель-Башире, Жослен продолжал претендовать на Эдессу. Поэтому в 1149 году Нуреддин выступил против него, но потерпел поражение. Многие погибли или попали в плен. Среди пленных был военачальник Нуреддина. Жослен отправил оружие Нуреддина Месуду с издевательским сообщением: «Это оружие вашего зятя; я скоро пришлю вам побольше оружия». Нуреддин был оскорблён и пообещал большую награду, если ему доставят Жослена живым или мёртвым. В итоге 4 мая 1150 года Жослен попал в засаду и был доставлен к Нуреддину. Нуреддин приказал заключить его в Цитадели Алеппо, где Жослен и пробыл 9 лет до своей смерти. Месуд воспользовался исчезновением Жослена II с политической сцены, двинулся на Кесун, и жители без боя передали ему город. Михаил Сириец писал: «султан Месуд вновь отправился и осадил Кишум, где находился /раньше/ франк Ринальд. В Телл-Башире обосновался малолетний сын Жослина, которого также звали Жослином. Увидев неисчислимые силы, жители Кишума повернули спины, отправили епископа Иоанна и получили от султана клятву, что те франки, кто пожелает, могут уйти в Айнтаб. Султан утвердился в Кишуме, Бет-Хесне, Ра’бане, Фарзмане и осадил Телл-Башир».
Весной 1150 года Месуд с Кылыч-Арсланом отправился в поход против замков и городов крестоносцев. В праздник Пятидесятницы 22 мая султан внезапно появился перед Кейсуном с огромной армией. Жители города отправили к Месуду посланника, который получил обещание султана, что крестоносцы будут отпущены в Айнтаб. 30 мая 1150 года Месуд захватил замок Бесни (Бехисни), 3 июня 1150 года он ушёл из него. Оттуда он двинулся на Тель-Башир и при поддержке Нуреддина Махмуда осадил крепость. Согласно священнику Григору (продолжателю Бар-Эбрея), султан Месуд осадил Тель-Башир в июне. Ибн аль-Каланиси назвал май 1150 года датой осады. Поскольку Жослен был захвачен Нуреддином, замок защищали его жена Беатрис и сын Жослен III. Хотя турки настойчиво атаковали, гарнизон и жители города продолжали сопротивляться. Когда иерусалимский король Балдуин III узнал о пленении Жослена, он быстро прибыл в Антиохию, чтобы предотвратить захват христианских земель сельджуками. Узнав о его прибытии, Месуд снял осаду Тель-Башира. Нуреддин Махмуд прибыл в Тель-Башир, вероятно, чтобы помочь Месуду. После встречи с Нуреддином Месуд покинул Тель-Башир. Он передал управление захваченными у крестоносцев местами Кылыч-Арслану и вернулся в Конью.
После гибели Раймунда Антиохийского и пленения Жослена II защитить регион от нападений Месуда и Нуреддина стало практически невозможно. Связь между Тель-Баширом и Антиохией была полностью прервана. В это время византийский император Мануил сделал предложение жене Жослена II (и матери Жослена III) купить у неё оставшиеся земли. Она приняла предложение императора и в обмен на золото, доставленное ей византийским наместником Киликии, Беатрис передала ему замки Тель-Башир, Самосату, Биреджик, Айнтаб, Дулук и Равендан и отправилась в Иерусалим с детьми. Однако вскоре Мануил понял, что владеть этими крепостями — тяжёлое бремя, поскольку требовалось множество усилий для их сохранения, учитывая их удалённость от центра империи и расположение посреди мусульманских земель. Переход этого региона под контроль Византии не остановил сельджуков. Мусульмане, воспользовавшись ситуацией, начали наступление на проданные крепости. В 1151 году султан Месуд, его зять Нуреддин Махмуд и артукидский правитель Мардина Тимурташ вместе напали на этот регион. Месуд получил Мараш, Рабан, Дулук, Байт аль-Хосн; Нуреддин — Равендан, Курус, Бурджур-Расас; Тимурташ захватил Самосату и Биреджик. Артукид Кара Арслан также увеличил свои территории. Графство Эдесса прекратило своё существование, а сельджуки Рума заняли территории к западу от Евфрата. В следующем 1151 году Нуреддин Махмуд захватил Тель-Башир, а Месуд присоединил Айнтаб.

### Отношения с Данышмендидами. Яги-Басан
В 1152 году данышмендидский правитель Мелитены Айнуддевле умер, и его место занял его сын Зулкарнайн. Брат Айнуддевле, правитель Сиваса, Никсара, Токата и Амасьи Данышмендид Ягибасан велел своему племяннику не подчиняться султану Месуду. Узнав об этом, султан рассердился и выступил против Ягибасана. Понимая, что он не сможет противостоять правителю сельджуков, Ягибасан покорился и пообещал Месуду, что не будет помогать своему племяннику. Месуд намеревался осадить Мелитену и 24 июля 1152 года разграбил и разорил окрестности города. После этого Зулкарнайн со своей матерью явился к султану, прося прощения, и султан простил их.

### Киликийские походы Месуда
После похода в Киликию в 1137—1138 годах византийский император Иоанн увёз взятого в плен Левона I и его семью в Константинополь. В 1145 году сын Левона Торос II бежал и тайно вернулся в Киликию. Он собрал вокруг себя верных его семье армян и сумел захватить замки долины Чукурова. После победы с помощью крестоносцев над византийским полководцем Андроником в 1152 году он захватил Мопсуестию и Тарс. Это подтолкнуло Мануила к заключению договора с Месудом против Тороса. Месуд тоже хотел наказать Тороса за нарушение сельджукских границ. Как писал Бар-Эбрей, Торос стал причиной гибели 3000 тюрков во время своих нападений. Весной 1153 года султан взял с собой Данышмендида Ягибасана и двинулся на Киликию. Однако, поскольку армяне защищали перевалы Тавра, султан не смог попасть в Киликию и был вынужден вернуться. Византийская армия, которая напала на Киликию вскоре после этого, также потерпела поражение у Тарса от армии Тороса.
В 1154 году византийский император снова отправил посланника с золотом и серебром к Месуду, призывая к походу против Тороса. Поскольку это было и в интересах Месуда, он выступил весной 1154 года с большой армией и двинулся к Мопсуестии и Аназарбу. Однако захватить эти крепости он не смог. 27 мая 1154 года он напал на Тель-Хамдун. В это время разразилась свирепая буря. Месуд поручил одному из эмиров своего сына Кылыч-Арслана, Якуп-бею, совершить набег с отрядом в 3000 человек в регион Антиохии. Однако в узком проходе между хребтом Аманос и берегом Якуб-бей и его солдаты попали в засаду, большинство из них были убиты рыцарями-тамплиерами и армянами под командованием Стефана, брата Тороса. Известие об этом произвело деморализующее действие на сельджуков. Кроме того, в Киликии и Конье распространялась чума, большая часть лошадей и мулов погибла. Армия Месуда была вынуждена отступать, бросив обоз, армяне спустились с гор и изматывали отступавшую армию сельджуков нападениями. В результате Месуду пришлось заключить с Торосом мирный договор. Таким образом, киликийские экспедиции Месуда оказались безуспешными.

## Смерть

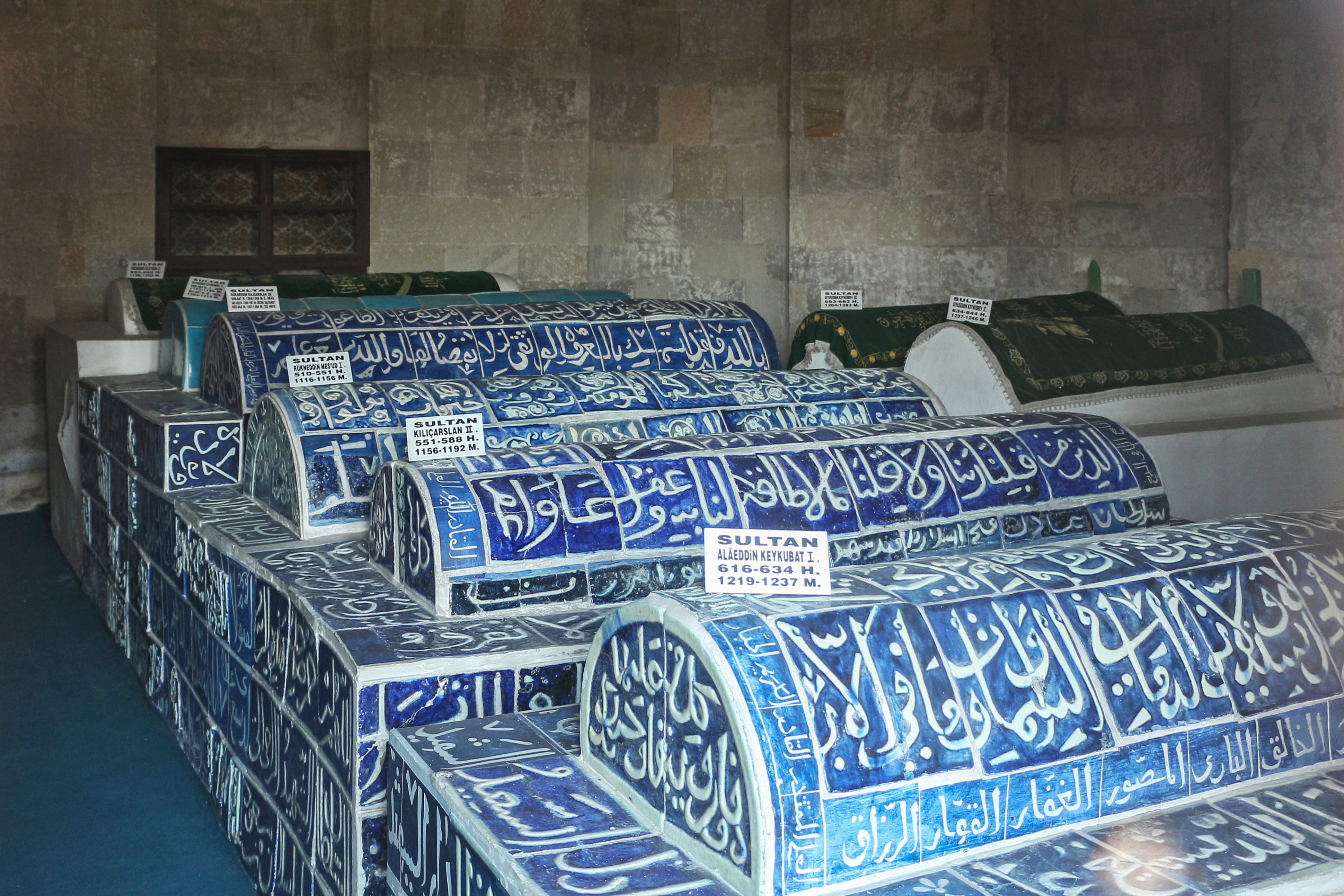
Захоронение Месуда в тюрбе при мечети Алаэддина

После возвращения из Киликии Месуд заболел. По утверждению Никиты Хониата, Месуд в конце жизни разделил между сыновьями принадлежавшие ему земли. Каппадокию он оставил зятю Ягибасану. Перед смертью он успел вызвать в Конью из Эльбистана своего сына Кылыч-Арслана. Султан посадил его на трон, надел на его голову корону и потребовал от приближённых присягнуть ему. Султан скончался в конце апреля или начале мая 1155 года после 10 месяцев болезни. Утверждалось, что гробница Месуда находится в построенном им городе Симре. Однако это ошибка, выяснить которую помогли записи более позднего периода. Султана похоронили в тюрбе во дворе мечети Алаэддина.
Наследники Месуда «немного жили в мире и как прилично родственникам, но большей частью ссорились и враждовали между собой».

## Управление и армия
Сельджуки Рума имели визирей, однако имена визирей Месуда в источниках не сохранились. У сельджуков Анатолии члены династии управляли городами или территориями с титулом мелик. Таким образом сыновья получали опыт управления. Месуд назначил одного из своих сыновей, Шахиншаха, меликом Кастамону, Анкары и Чанкиры, другой его сын, Кылыч-Арслан, был меликом Эльбистана.
При Месуде в сельджукской армии были как пешие, так и конные отряды. В походе армия состояла из легковооружённых воинов, оружием которых были лук со стрелами, меч и копьё. При осаде городов и крепостей сельджуки использовали осадные орудия, например, катапульты. О мастерстве лучников Месуда писали Иоанн Киннам и Никита Хониат. Даже в самых сложных условиях сельджукские воины могли поразить цель. Они использовали быстрых лошадей и были легко вооружены, чтобы маневрировать в битве и скрываться от преследования. В сельджукской армии были строгие порядок и дисциплина. Одним из тактических приёмов было изматывание сил противника внезапными набегами. Они прятались в высоких холмах и осыпали превосходящие силы крестоносцев и византийцев дождём стрел. Ещё одним тактическим приёмом туркменов и особенно сельджуков, используемым наиболее часто, было ложное отступление. Небольшой отряд атаковал врага и, создав видимость своего поражения, отступал, заманивая преследующую вражескую армию в ловушку. Управлять армией в бою помогали звуки барабанов и труб.
Жена султана также время от времени принимала участие в государственном управлении. Во время осады Коньи Мануилом Комнином Месуд оставил защиту городского замка и стен своей жене.

## Экономика, строительство и социальная жизнь

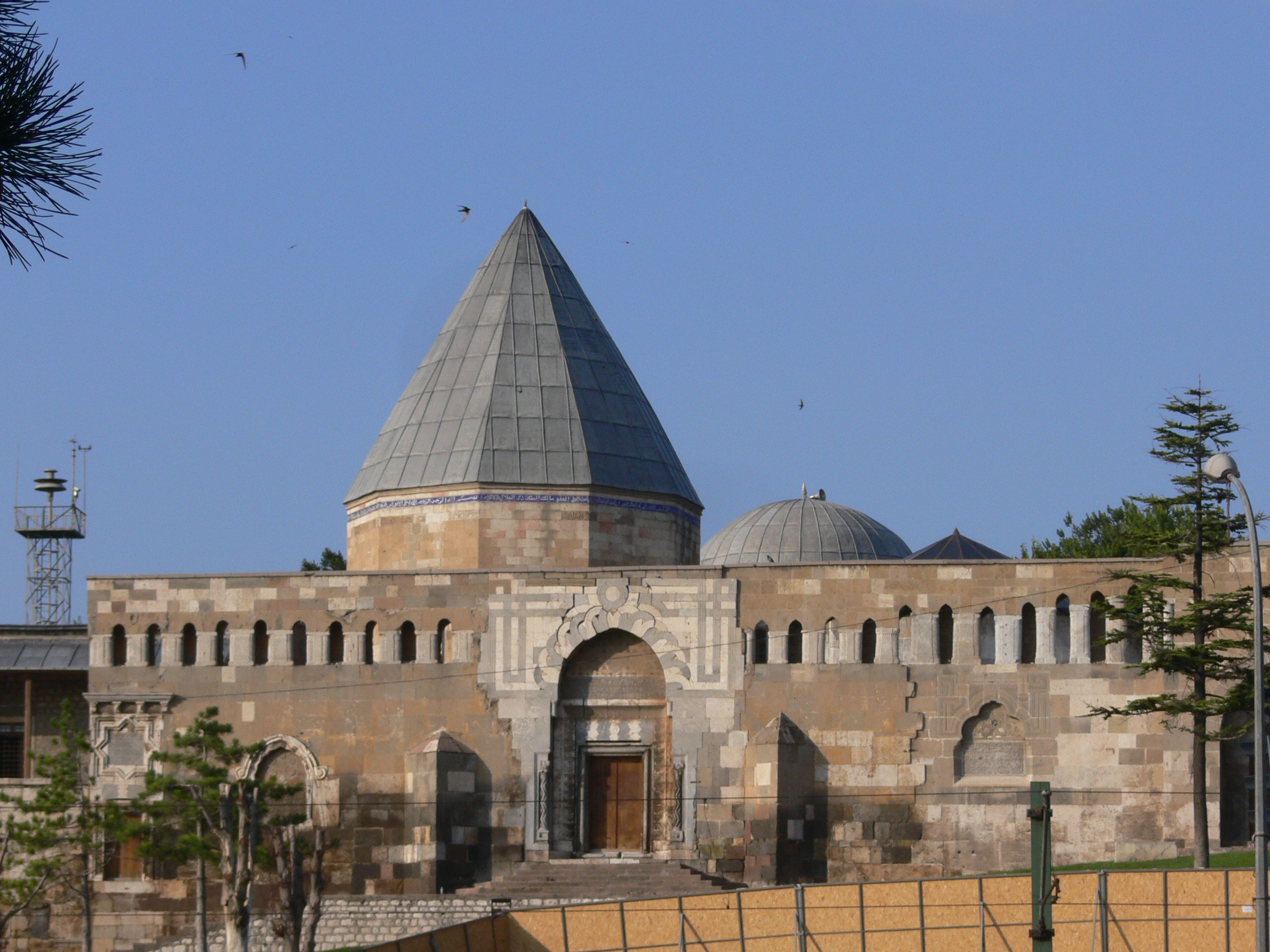
Мечеть Алаэддина

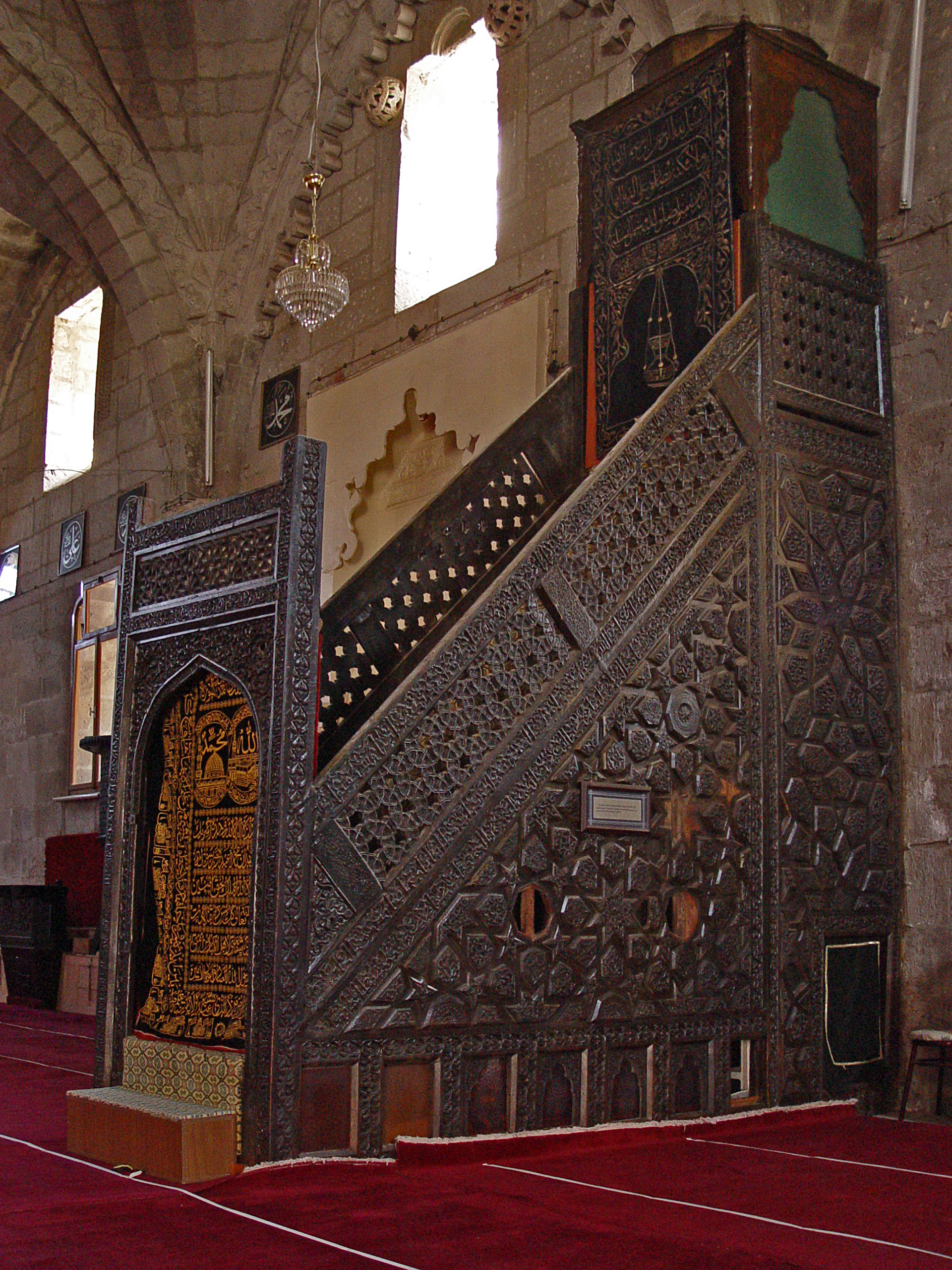
Минбар мечети в Аксарае

Поскольку Месуд очень мало жил в Конье, он практически не оставил никаких памятников, сохранившихся до наших дней. Во время своего тридцатидевятилетнего правления он построил в Конье лишь внутренний замок, дворец и мечеть. Мечеть была возведена в стиле анатолийских мечетей того периода — без купола, с плоским потолком и множеством колонн. Строительство другой мечети (переделка византийской церкви) было начато во время правления Месуда I, но завершено во время правления Алаэддина Кейкубада I, поэтому она была названа в его честь. На плите над сводом у дверей минбара мечети выгравирована надпись «Слава веры и мира, отец завоеваний и заместитель халифа Масуд ибн Кылыч-Арслан». Рядом с этой мечетью находилось медресе, построенное Месудом. Месуд также построил мечеть в Аксарае на месте современной Улу-джами (Большой мечети). Минбар этой мечети находится в Улу-джами и является старейшим из минбаров в Центральной Анатолии.
При Месуде продолжался переход кочевых тюрок к оседлой жизни. По мнению М. Кешика, Месуд, как и другие сельджукские правители Анатолии, долгое время не мог активно заниматься строительством из-за постоянных войн. Жители Западной и Центральной Анатолии не могли чувствовать себя в полной безопасности, поэтому продолжали жить как кочевники. В результате успешной борьбы Месуда с крестоносцами, византийцами и Данышмендидами последние годы его правления были благополучными, стабильными и мирными. В эти годы тюрки всё активнее селились в Анатолии. Историки XV, XVI и XVII веков утверждали, что Месуд основал город под названием Симре недалеко от Амасьи. Там были сооружены мечеть, медресе, дома для бедных. Впоследствии город был разрушен. Однако это ошибка, Месуд не имел отношения к основанию города, его деятельность не была связана с Амасьей.
При Месуде была отчеканена самая старая (из обнаруженных) сельджукская монета в Анатолии.
Экономика государства во многом основывалась на военных трофеях и на скотоводстве. Сельджуки не занимались сельским хозяйством, пока не стали оседлыми, они продолжали заниматься животноводством. Земледелием занималось христианское население, которому государство оказывало помощь. Вероятно, к концу правления султана Месуда земледелием начали заниматься и осевшие сельджуки. Доход государства складывался из налога джизья и дани от других государств. Согласно Гийому Тирскому, при Месуде сельджуки собирали налоги даже с византийского порта Анталии. Несправедливость налоговой политики Византии во второй половине XII века и обещание султана освободить от налогов тех, кто попал под его власть, привели к массовому переселению на сельджукские земли жителей приграничных византийских территорий.
В XII веке действовал торговый путь, связывавший Константинополь с Коньей и Тебризом. Конья была важным торговым центром. Прекращение войн привело к оживлению торговли и распространению караван-сараев. Из записей Никиты Хониата следует, что во времена правления Месуда между сельджуками и христианами островов в окрестностях и на озере Бейшехир существовала оживлённая торговля. В Малатье существовал большой рынок, в том числе и невольничий.
Сельджуки использовали в Анатолии медные, железные, серебряные, квасцовые, лазуритовые и соляные рудники. Однако нет сведений о том, какие рудники разрабатывались при Месуде. Известно лишь, что лазурит добывали около Коньи.

## Личность и значение
По оценке М. Кешика, Месуд был умным, справедливым, осторожным, дальновидным и религиозным правителем. В 570 году Хиджры он использовал лакаб Рукнеддин (тур. Rukn al-Din, Rukn ad-Din, Rukn ud-Din, араб. ركن الدين‎ — «Столп веры»).
Политика византийских императоров в отношении Малой Азии состояла в том, чтобы в борьбе правителей между собой оказывать помощь более слабому из них. Византия была заинтересована в поддержании вражды между малоазийскими эмирами, чтобы те ослабляли друг друга. По словам М. Кешика, «особенно здесь достойна восхищения умная и дальновидная политика султана Месуда против Византийской империи. Потому что он разгадывал политику Византии в отношении турок и не попадался в приготовленные ими ловушки».
В описаниях «Анонимного Зангиме» и в «Истории» Аксарайи Месуд — первый сельджукский анатолийский правитель, которому авторы приписывают традиционные черты персидско-исламского правителя. Автор «Анонимного Зангиме» подчёркивал, что Месуд выполнял религиозные обязанности правителя и проводил политику исламизации недавно завоёванных земель. Аксарайи утверждал, что Месуд был справедливым монархом, чьё правление было узаконено халифом. Однако слова Аксарайи о том, что халиф признал Месуда султаном, приславшим ему знаки правления, не подтверждаются другими источниками. Ибн ал-Асир назвал Месуда царём (меликом) Коньи и Аксарая один раз, но в других местах — лишь князем, который правил в Конье. Иоанн Киннам, как и Анна Комнина, называл сельджукских правителей Анатолии султанами, но он при этом не указывал, был ли этот титул Месуда официально признан халифом. Слова Киннама «вождь Икониона [Коньи], которого турки, почитая его превыше всего, называют султаном» означают лишь, что сельджуки в Анатолии признавали Месуда своим повелителем. Бар-Эбрей называл Месуда султаном Коньи, но тоже не указывал, был ли ему официально присвоен этот титул. При этом тот же автор подробно описывал, как халиф «провозгласил» Мелика Гази меликом и прислал ему «золотой обруч на шею и золотой посох, и четыре чёрных знамени, и барабаны». По мнению С. Меджит, «тот факт, что тот же автор умалчивает об инвеституре Месуда, указывает на то, что в то время он не был признан халифом».
Казвини утверждал, что сельджукский султан Рума Месуд подчинялся великому сельджукскому султану Санджару и каждый год платил ему дань. Известно, что Санджар передал своему племяннику Махмуду, сельджукскому султану Ирака, маншур (распоряжение, приказ) на управление некоторыми территориями. Ибн аль-Асир утверждал, что лично видел маншур, в котором Махмуду передавались земли в Анатолии. То есть сельджуки Рума подчинялись сельджукам Ирака, которые, в свою очередь подчинялись великим сельджукам. Однако не зафиксировано ни одного факта, показывающего, что султан Месуд признавал эту зависимость. На чеканенных Месудом монетах он указан с титулом «эс-Султануль-муаззам» (великий султан), таким же, который использовал Махмуд. Турецкие историки О. Туран и М. А. Кёймен отмечали, что эта зависимость была лишь «на бумаге» (в маншуре).
Во время правления Месуда сельджуки прочно обосновались в Анатолии. До него Анатолию называли «Рум» (земля римлян), и лишь во время его правления жители Запада стали называть Анатолию «Турчией» (Турция). Армяне при нём называли большую часть Анатолии, находившейся под властью турок-сельджуков, «Туркестаном». По словам Т. Райс, к моменту смерти Месуда в 1155 году государство Сельджуков было «значительно более сильным, чем когда он пришёл к власти. Теперь это была процветающая и влиятельная держава». По мнению Дж. Вудса, благодаря деятельности Месуда Государство сельджуков Рума стало доминирующей державой в Центральной и Восточной Анатолии. Турецкий историк С. Меджит писал: «можно с уверенностью предположить, что Месуд в конце своего правления заложил основы, которые превратили сельджукское княжество в Анатолии в сельджукский султанат Коньи».

## Семья
Жена: дочь Мелика Гази. Брак заключён до 1116 года.
Сыновья:
- Кылыч-Арслан;
- Шахин-шах, правитель Анкары;
- Долат (Девлет).

Дочери:
- Дочь. Муж — Данышмендид Зюннун[30];
- Дочь. Муж — Данышмендид Ягибасан[30];
- Дочь. Муж — Иоанн Комнин[30];
- Дочь. Муж — сын Имадеддина Занги Махмуд Нуреддин[30]. Мюнеджимбаши писал, что её имя было Сельчук-хатун[82]. М. Кешик писал, что, по словам Михаила Сирийца, за Нуреддина была выдана та дочь Месуда, которая была ранее женой Иоанна Комнина. М. Кешик утверждал, что не смог найти в других источниках подтверждения этой информации[82][comm 10].

## Комментарии
1. ↑  В некоторых источниках тестем Месуда назван Гюмюштекин Гази, поскольку ранее правление Данышменда Гази указывалось до 1104 года, поэтому считалось, что с 1104 по 1134 год правил Гюмюштекин Гази[38].
2. ↑  К. Каэн писал: «устроил мятеж против Месуда, который был обвинён в том, что предал свою семью»[42]. М. Кешик понял эти слова как предположение К. Каэна, что Араб мог использовать передачу Мелитены Данышмендидам лишь как предлог для захвата трона.
3. ↑  Местонахождение Праканы не определено, возможно, она находилась на пути из Силифке в район Ликаонии и недалеко от сельджукско-византийской границы[57].
4. ↑  Название, скорее всего, является искажённой формой турецкого названия; местонахождение его неизвестно, оно должно быть на дороге Акшехир — Конья[61].
5. ↑  Нынешний Учхююк на дороге Акшехир — Конья[63].
6. ↑  Никита Хониат полагал, что за оборону стен отвечала одна из дочерей Месуда, которая была замужем за Иоанном Комнином[63].
7. ↑  «До Мелангий и города Дорилеи не встретилось с алеманами ничего неприятного. Однако когда они находились здесь, перс, по имени Мамплан, решился с небольшим войском напасть на передовые их отряды с намерением попробовать их силу и изучить образ их битвы»[87].
8. ↑  «Султан Иконии не участвовал в этом великом приключении. Поскольку это было позволено Богом, знатный и могущественный турецкий сатрап по имени Парамус, командовавший войсками султана, совершил этот почти неожиданный подвиг»[88].
9. ↑  «Пришёл принц Масуд со своим войском, нашёл их в пустыне измученными голодом и жаждой, напал и разгромил»[89].
10. ↑  У Михаила Сирийца не названо имя, и речь не о браке с племянником императора, а только о помолвке: «Хотя она была просватана за племянника византийского императора, женился на ней Hyp ад-Дин»[102][132].